# Kurt Wüstenberg
Kurt Wilhelm Wüstenberg (* 5. Dezember 1906 in Grimmen; † 4. Mai 1997 im Müllheim) war ein deutscher Jurist und zwischen 1952 und 1974 Richter am Bundesgerichtshof.

## Leben
Wüstenberg absolvierte sein Abitur 1925 in Stralsund. Im Anschluss studierte er Rechtswissenschaften an der Philipps-Universität Marburg sowie an der Ludwig-Maximilians-Universität München. 1931 absolvierte er die Erste juristische Staatsprüfung. 1934 legte er sein Assessorexamen ab und trat 1938 in den bayerischen Justizdienst als Amtsgerichtsrat am Amtsgericht Würzburg ein. 1941 wurde Wüstenberg Oberlandesgerichtsrat am Oberlandesgericht Bamberg. 1941 wurde er zur Wehrmacht eingezogen und versah bis 1944 Kriegsdienst, zuletzt als Leutnant d. R. Von 1945 bis 1949 befand er sich in jugoslawischer Kriegsgefangenschaft. Nach seiner Rückkehr nach Deutschland wurde er am 3. November 1952 zum Richter am Bundesgerichtshof ernannt. Dort gehörte er dem unter anderem für das Familienrecht und das Recht der Entschädigung von nationalsozialistischem Unrecht zuständigen IV. Zivilsenat an. Dieser Senat wurde zum 1. März 1968 geteilt, wodurch die Zuständigkeit für Entschädigungsfragen auf den neu geschaffenen IX. Zivilsenat überging. Wüstenberg wurde zunächst stellvertretender Vorsitzender des IX. Zivilsenats, wechselte aber zum 1. Dezember 1968 wieder in den IV. Zivilsenat. Am 31. Dezember 1974 trat Wüstenberg in den Ruhestand ein.
Parallel zu seiner Richtertätigkeit war Wüstenberg Berater der Eherechtskommission der Evangelischen Kirche sowie der beim Bundesjustizministerium gebildeten Eherechtskommission. Im Rahmen dieser Tätigkeit positionierte er sich gemeinsam mit Elisabeth Schwarzhaupt gegen das Zerrüttungsprinzip. Ihm wurde vorgeworfen, auch in seiner Tätigkeit beim Bundesgerichtshof „veraltetem Recht Geltung“ verschafft zu haben. Er war zudem Mitkommentator im Reichsgerichtsrätekommentar („Das bürgerliche Gesetzbuch mit besonderer Berücksichtigung der Rechtsprechung des Reichsgerichts und des Bundesgerichtshofs“) und dort für die Kommentierung des Ehegesetzes zuständig. Nach seiner Pensionierung promovierte Wüstenberg im Alter von 83 Jahren im Jahre 1989 bei Winfried Trusen an der Julius-Maximilians-Universität Würzburg zum Dr. jur. utr. mit der Dissertation Evangelisches Eheschließungsrecht in der Markgrafschaft Baden-Durlach: Seine Gestaltung und Entwicklung in den ersten eineinhalb Jahrhunderten nach der Einführung der Reformation (1556–1700), welche mit der Bestnote „summa cum laude“ bewertet wurde.

## Veröffentlichungen
- Evangelisches Eheschließungsrecht in der Markgrafschaft Baden-Durlach: Seine Gestaltung und Entwicklung in den ersten eineinhalb Jahrhunderten nach der Einführung der Reformation (1556 - 1700), Verl. Evang. Presseverb. für Baden, Karlsruhe 1991, ISBN 978-3-87210-338-3